# Jacqueline Peychär
Jacqueline Peychär (* 9. September 1995 in Innsbruck) ist eine österreichische Squashspielerin.

## Karriere
Jacqueline Peychär erreichte ihre höchste Platzierung in der Weltrangliste mit Rang 86 am 1. April 2024. Mit der österreichischen Nationalmannschaft nahm sie 2012 und 2014 an der Weltmeisterschaft teil, zudem gehörte sie mehrfach zum österreichischen Kader bei Europameisterschaften. Im Einzel erreichte sie 2015, 2016 und 2018 jeweils das Achtelfinale der Europameisterschaften. 2017 sowie von 2020 bis 2025 wurde sie österreichische Meisterin.

## Erfolge
- Österreichische Meisterin: 7 Titel (2017, 2020–2025)